# Biełlesrad
Biełlesrad (skrótowa nazwa biał. Беллесрад; pełna nazwa biał. Дзяржаўная ўстанова радыяцыйнага кантролю і радыяцыйнай бяспекі) – białoruska państwowa agencja zajmującej się kontrolą promieniowania i kwestiami bezpieczeństwa radiacyjnego (дзяржаўная ўстанова радыяцыйнага кантролю і радыяцыйнай бяспекі). Została utworzona w 1988 roku przez Ministerstwo Leśnictwa Republiki Białorusi. Obecnie instytucja ta nosi nazwę Biełlesozaszczita.

## Historia
Lasy pokrywają około 40% powierzchni Białorusi. Po katastrofie w Czarnobylu w kwietniu 1986 roku zostało skażonych około 21% ich powierzchni. Dlatego zorganizowano sieć oddziałów kontroli promieniowania we wszystkich przedsiębiorstwach Republiki. Bezpośredni zarząd nad nimi objęła założona w grudniu 1988 agencja Biełlesrad. Głównym jej zadaniem było zarządzanie usługą kontroli promieniowania w podlegających Ministerstwu Leśnictwa 50 przedsiębiorstwach. W ich obrębie utworzono punkty kontroli promieniowania, ponieważ lasy miały zróżnicowany poziom skażenia radioaktywnego. Bez zgody ekspertów z punktu kontrolnego, że można prowadzić wycinkę lasu, bo promieniowanie nie przekracza normy, nie była ona możliwa.
W 2016 roku zmieniono nazwę na Państwową Agencję Ochrony i Monitorowania Lasu Biełlesozaszczita (Государственное учреждение по защите и мониторингу леса БелЛесоЗащита). Siedziba instytucji jest Mińsk (Минский р-н, аг. Ждановичи ул. Парковая 26а).

## Współpraca
W 2006 Biełlesrad opracował katalog skażenia terenów Białorusi i Rosji. W 2009, z udziałem Wszechrosyjskiego Naukowo-Badawczego Instytutu Leśnictwa i Mechanizacji Gospodarki Leśnej (ВНИИЛМ) oraz Biełlesradu, powstał „Atlas obecnych i prognozowanych skutków wybuchu w elektrowni atomowej w Czarnobylu na dotkniętych obszarach Białorusi i Rosji” (Атлас современных и прогнозных аспектов последствий аварии на Чернобыльской АЭС на пострадавших территориях России и Беларуси), który w części poświęconej lasom przedstawia dane na temat zawartości izotopów promieniotwórczych w zasobach leśnych.

## Zadania
Biełlesrad i jednostki służby radiacyjnej Ministerstwa Leśnictwa posiadały licencję na przeprowadzanie kontroli skażenia radioaktywnego akredytowaną zgodnie z międzynarodowymi wymaganiami ISO 9000.
Zadania:
- badanie i monitorowanie napromieniowania lasów oraz terenów wyrębu
- kontrola radioaktywności drewna i produktów drzewnych, paliwa drzewnego (odpady z wyrębu, odpady z tarcicy), produktów leśnych w branży spożywczej, surowców rolne i paszy, preparatów zielnych[8]
- kontrola promieniowania w miejscach pracy[9]
- kontrola indywidualnych dawek pracowników leśnych
- opracowanie dokumentów regulacyjnych (zasady i przepisy, kodeks bhp, metodologia, procedura kontroli promieniowania)[10]
- opracowanie materiałów informacyjnych na temat sytuacji radiacyjnej w lasach: przygotowanie map skażenia promieniotwórczego dla leśnictwa, materiałów takich jak ulotki, plakaty, broszury[11]
- wyniki badania radiologicznego są oficjalnymi dokumentami: wyciągi z wyników kontroli promieniowania, ankiety poziomu promieniowania, protokoły z badań. Udzielanie pomocy w wykonaniu paszportów i pieczęci bezpieczeństwa radiacyjnego realizowanej produkcji.
- ochrona zasobów leśnych przed szkodnikami i chorobami i niekorzystnymi czynnikami środowiskowymi[12]